# Laleu (Somme)
Laleu ist eine nordfranzösische Gemeinde mit 100 Einwohnern (Stand 1. Januar 2022) im Département Somme in der Region Hauts-de-France. Die Gemeinde liegt im Arrondissement Amiens, ist Teil der Communauté de communes Somme Sud-Ouest und gehört zum Kanton Ailly-sur-Somme.

## Geographie
Laleu liegt rund 2,5 km südlich von Airaines am Oberlauf des gleichnamigen Flüsschens Airaines, das an der Gemeindegrenze zu Métigny entspringt, und in den hier längeren Zufluss Tailly aufnimmt. Die östliche Begrenzung der Gemeinde bildet die frühere Route nationale 1.

## Einwohner
| 1962 | 1968 | 1975 | 1982 | 1990 | 1999 | 2006 | 2011 | 2018 |
| ---- | ---- | ---- | ---- | ---- | ---- | ---- | ---- | ---- |
| 41   | 40   | 43   | 101  | 92   | 99   | 90   | 97   | 112  |

## Verwaltung
Bürgermeister (maire) ist seit 2001 Philippe Bosredon.